# Brigitte Bourguignon
Pour les articles homonymes, voir Bourguignon.
Brigitte Bourguignon, née le 21 mars 1959 à Boulogne-sur-Mer (Pas-de-Calais), est une femme politique française.
Élue députée dans la sixième circonscription du Pas-de-Calais sous les couleurs du Parti socialiste en 2012, elle est réélue en 2017 sous celles de La République en marche. Présidente de la commission des Affaires sociales de l'Assemblée nationale à partir de 2017, elle est nommée ministre déléguée chargée de l'Autonomie auprès du ministère des Solidarités et de la Santé, dans le gouvernement Jean Castex. En mai 2022, elle est nommée ministre de la Santé et de la Prévention, dans le gouvernement Élisabeth Borne. Elle est battue par la candidate du Rassemblement national aux élections législatives qui suivent et quitte le gouvernement.

## Biographie

### Vie personnelle
Native de Boulogne-sur-Mer, après avoir été secrétaire médicale, Brigitte Bourguignon travaille au conseil départemental du Pas-de-Calais, en tant que fonctionnaire territoriale chargée de l'aide alimentaire. Son mari meurt brutalement en 1995. Brigitte Bourguignon a alors trois enfants à sa charge.

### Premier mandat de députée
Brigitte Bourguignon avait commencé son ascension politique dans les rangs du Parti socialiste : adhérente dès 1989 Adjointe au maire de Boulogne-sur-Mer (chargée de la Lutte contre les exclusions, des Personnes handicapées et de la Petite enfance) de 2001 à 2012 et secrétaire nationale du Parti socialiste chargée du sport, Brigitte Bourguignon, investie par le PS, est élue le 17 juin 2012 députée de la 6e circonscription du Pas-de-Calais avec 54,31 % contre son adversaire UMP Frédéric Wacheux.
À l'occasion des élections municipales de 2014, elle se présente à Marquise en tant que 4e sur la liste du maire sortant, Jean-René Bracq (PS). Ce dernier est battu par Bernard Évrard (DVD) ; Brigitte Bourguignon est élue conseillère municipale de la ville. En mai 2016, elle est battue à la présidence du parc naturel régional des Caps et Marais d'Opale par le maire de Wirwignes Philippe Leleu.
En juillet 2016, elle est nommée présidente du Haut Conseil du travail social.

### Deuxième mandat
Entre les deux tours de l'élection présidentielle de 2017, elle rejoint Emmanuel Macron et sollicite l'investiture d'En marche. Elle est alors exclue du Parti socialiste. Le 18 juin 2017, elle est réélue députée de la sixième circonscription du Pas-de-Calais en obtenant 60,84 % face à la candidate FN Marie-Christine Bourgeois,. Quelques jours plus tard, elle se porte candidate à la présidence de l'Assemblée nationale, étant opposée, parmi les candidats LREM, à François de Rugy et Sophie Errante.
Elle est élue présidente de la commission des Affaires sociales de l'Assemblée nationale le 29 juin 2017. À l'Assemblée nationale, elle dirige « un pôle social », au sein de la majorité, pour faire entendre une sensibilité de gauche que les députés affiliés estiment étouffée au sein du groupe majoritaire,. Contexte indique en juin 2018 que cette initiative « n’a pas fait école, et l’a même desservie au sein du groupe ».
En septembre 2018, après l'élection de Richard Ferrand à la présidence de l'Assemblée nationale, elle se porte candidate pour lui succéder à la présidence du groupe LREM. Elle est éliminée au premier tour de scrutin, arrivant en 5e position sur sept candidats avec 19 voix. À la suite de cette « défaite cuisante » selon Contexte, elle laisse l'animation du « pôle social » à Sonia Krimi.
En juillet 2019, à l'occasion de la remise en jeu des postes au sein du groupe LREM, elle est réélue présidente de la commission des Affaires sociales, avec 58,18 % des votes au second tour (160 voix) contre 41,81 % pour Fiona Lazaar (115 voix),.
À la suite du dépôt d'un texte de loi prévoyant de renforcer l'accompagnement des jeunes majeurs vulnérables de l'aide sociale à l'enfance, Brigitte Bourguignon est accusée de trahisons par d'anciens enfants placés après les débats et le vote d'une loi vidée de sa substance. En effet, la députée a déposé un amendement visant à limiter la protection pour les jeunes majeurs de l'aide sociale à l'enfance. Elle inscrit dans la loi un délai de placement minimal pour bénéficier d'une aide à la majorité,.
En juin 2020, elle se dit ouverte à la réduction de la limite de vitesse sur autoroute à 110 km/h, proposition retenue par la Convention citoyenne pour le climat, soulignant que « ce serait difficile à faire passer » mais que « certains pays l’ont bien fait ».
En juin 2020, elle est nommée présidente de la commission d'enquête sur la crise sanitaire à l'Assemblée nationale.

### Ministre déléguée à l'Autonomie
En juillet 2020, elle est nommée ministre déléguée chargée de l'Autonomie. Son suppléant Ludovic Loquet refusant de prendre sa place, elle est contrainte de se représenter lors d'une élection législative partielle avec un autre suppléant. Elle arrive en tête au premier tour avec 34,95 % des voix, devant le Rassemblement national à 24,02 %. Elle redevient donc brièvement députée jusqu'à la transmission de son mandat à son nouveau suppléant Christophe Leclercq.
Elle rejoint Territoires de progrès courant 2020.

### Ministre de la Santé et de la Prévention
Elle succède à Olivier Véran le 20 mai 2022 comme ministre de la Santé et de la Prévention, nommée au sein du gouvernement Élisabeth Borne, mais, battue aux élections législatives de juin 2022 de 56 voix avec 49,94 % des suffrages exprimés par Christine Engrand (Rassemblement national) dans la sixième circonscription du Pas-de-Calais, elle quitte le gouvernement le 4 juillet 2022.
Le 31 août 2022, Brigitte Bourguignon, qui avait dû quitter le gouvernement début juillet après sa défaite aux législatives, est nommée à l'Inspection générale des affaires sociales (Igas),.

### Future sénatrice du Pas-de-Calais
Le 17 juin 2025, Jean-Marie Vanlerenberghe, doyen du Sénat, annonce quitter son siège de sénateur à compter du 31 août 2025. Placée en deuxième position sur sa liste lors des élections sénatoriales de 2023, Brigitte Bourguignon devrait donc devenir sénatrice du Pas-de-Calais en remplacement de ce dernier.

## Mandats
- Ministre de la Santé et de la Prévention, du 20 mai 2022 au 4 juillet 2022.
- Ministre déléguée à l'autonomie, du 6 juillet 2020 au 20 mai 2022.
- Députée de la 6e circonscription du Pas-de-Calais
- Conseillère communautaire de la communauté de communes de la Terre des Deux Caps
- Conseillère municipale de Marquise (2014-2018)
- Conseillère départementale du Pas-de-Calais (depuis 2021)
- Présidente du Centre d’information et de documentation jeunesse (depuis février 2023)[réf. nécessaire]

## Décoration
- Chevalière de la Légion d'honneur (nommée en 2022[34], médaille remise le 25 septembre 2023[35],[36]).